# Türnitz
Türnitz ist eine Marktgemeinde mit 1845 Einwohnern (Stand 1. Jänner 2025) im Bezirk Lilienfeld in Niederösterreich.

## Geografie
Türnitz liegt im Mostviertel im südwestlichen Teil des Traisentales, das von der Türnitzer Traisen durchflossen wird, genauer gesagt vereinigen sich beim Ort erst die beiden Quellflüsse Türnitz und Traisenbach zur Türnitzer Traisen.
Die Fläche der Marktgemeinde umfasst 145,53 Quadratkilometer, wovon 85,01 Prozent bewaldet sind. Dies stellt einen der höchsten Waldanteile in Österreich dar. Hinsichtlich der Fläche ist Türnitz die viertgrößte Gemeinde in Niederösterreich. Die Höhenlage der Gemeinde bewegt sich zwischen 400 m (Außerfahrafeld) und den Gipfelfluren der umliegenden Berge, die bis auf 1400 m Höhe reichen: Türnitzer Höger, Eibl und Tirolerkogel im Südwesten des Tales, sowie Eisenstein und Hohenstein im Norden.

### Gemeindegliederung
Das Gemeindegebiet umfasst folgende drei Ortschaften (in Klammern Einwohnerzahl 1. Jänner 2025):
- Freiland (81)
- Lehenrotte (370)
- Türnitz (1394)

Die Gemeinde besteht aus den Katastralgemeinden Anthofrotte, Außerfahrafeld, Lehenrotte, Moosbachrotte, Pichelrotte, Rachsenbachrotte, Schildbachrotte, Steinbachrotte, Traisenbachrotte, Türnitz und Weidenaurotte. Weitere Ortsteile sind Am Berg, Anthof-Siedlung, Anthöfe, Dickenau, Freiland, Gstettenhof, Hauserbauerngraben, Hochgraser, Im Reit, Karnerhöfe, Moosbach, Rempel, Schildböck, Seelenhöfe, Strobelhöfe, Wechsel und zahlreiche Einzellagen.

### Nachbargemeinden
| Loich (PL)                        | Kirchberg an der Pielach (PL)               | Lilienfeld |
| Schwarzenbach an der Pielach (PL) | Kompassrose, die auf Nachbargemeinden zeigt | Hohenberg  |
| Annaberg                          | St. Aegyd am Neuwalde                       |            |

## Geschichte
Der Fund eines 30.000 Jahre alten Höhlenbärenschädels in der Köhlerwaldhöhle (Nixhöhle) zeigt, dass das Gebiet schon in der Altsteinzeit bewohnt war.
Im Altertum war das Gebiet Teil der Provinz Noricum.
Der Name Türnitz ist slawischen Ursprungs und bedeutet „abgeschiedener Ort“. Er stammt aus dem frühen 9. Jahrhundert, als sich slawische Ackerbauern im Gebiet der Türnitzer Traisen angesiedelt hatten, welche als Untertänige der Magyaren diesen nach Westen gefolgt waren. Die Magyaren verwüsteten und entvölkerten später noch mehrmals die Gebiete Niederösterreichs, bis sie 955 in der Schlacht auf dem Lechfeld endgültig besiegt wurden.
1209 erfolgte die erste urkundliche Nennung als „Durntze“. 1371 wird der Ort als Markt bezeichnet.
Im Jahr 1720 wird in Gstettnhof eine Glasfabrik gegründet, die 1815 rund 200 Menschen beschäftigte.
Zum Beginn des 20. Jahrhunderts wird aus der Industrie- eine Fremdenverkehrsgemeinde. Die Kur- und Wasserheilanstalt im Auhof wird eröffnet, es werden umfangreiche Promenadenwege angelegt. 1908 wird die Bahnlinie Freiland-Türnitz eröffnet.
Während des Nationalsozialismus wurde im Auhof eine Nationalpolitische Erziehungsanstalten für Mädchen geführt.

### Einwohnerentwicklung
Nach dem Ergebnis der Volkszählung 2001 gab es 2050 Einwohner. 1991 hatte die Marktgemeinde 2170 Einwohner, 1981 2171 und im Jahr 1971 2309 Einwohner.
| Türnitz: Einwohnerzahlen von 1869 bis 2025          | Türnitz: Einwohnerzahlen von 1869 bis 2025 | Türnitz: Einwohnerzahlen von 1869 bis 2025 | Türnitz: Einwohnerzahlen von 1869 bis 2025 | Türnitz: Einwohnerzahlen von 1869 bis 2025 |
| --------------------------------------------------- | ------------------------------------------ | ------------------------------------------ | ------------------------------------------ | ------------------------------------------ |
| Jahr                                                |                                            |                                            |                                            | Einwohner                                  |
| 1869                                                | 1869                                       |                                            | 2.779                                      | 2.779                                      |
| 1880                                                | 1880                                       |                                            | 2.452                                      | 2.452                                      |
| 1890                                                | 1890                                       |                                            | 2.504                                      | 2.504                                      |
| 1900                                                | 1900                                       |                                            | 2.904                                      | 2.904                                      |
| 1910                                                | 1910                                       |                                            | 3.172                                      | 3.172                                      |
| 1923                                                | 1923                                       |                                            | 2.986                                      | 2.986                                      |
| 1934                                                | 1934                                       |                                            | 2.759                                      | 2.759                                      |
| 1939                                                | 1939                                       |                                            | 2.685                                      | 2.685                                      |
| 1951                                                | 1951                                       |                                            | 2.635                                      | 2.635                                      |
| 1961                                                | 1961                                       |                                            | 2.405                                      | 2.405                                      |
| 1971                                                | 1971                                       |                                            | 2.309                                      | 2.309                                      |
| 1981                                                | 1981                                       |                                            | 2.171                                      | 2.171                                      |
| 1991                                                | 1991                                       |                                            | 2.170                                      | 2.170                                      |
| 2001                                                | 2001                                       |                                            | 2.050                                      | 2.050                                      |
| 2011                                                | 2011                                       |                                            | 1.914                                      | 1.914                                      |
| 2021                                                | 2021                                       |                                            | 1.866                                      | 1.866                                      |
| 2025                                                | 2025                                       |                                            | 1.845                                      | 1.845                                      |
| Quelle(n): Statistik Austria, Gebietsstand 1.1.2021 |                                            |                                            |                                            |                                            |

## Kultur und Sehenswürdigkeiten

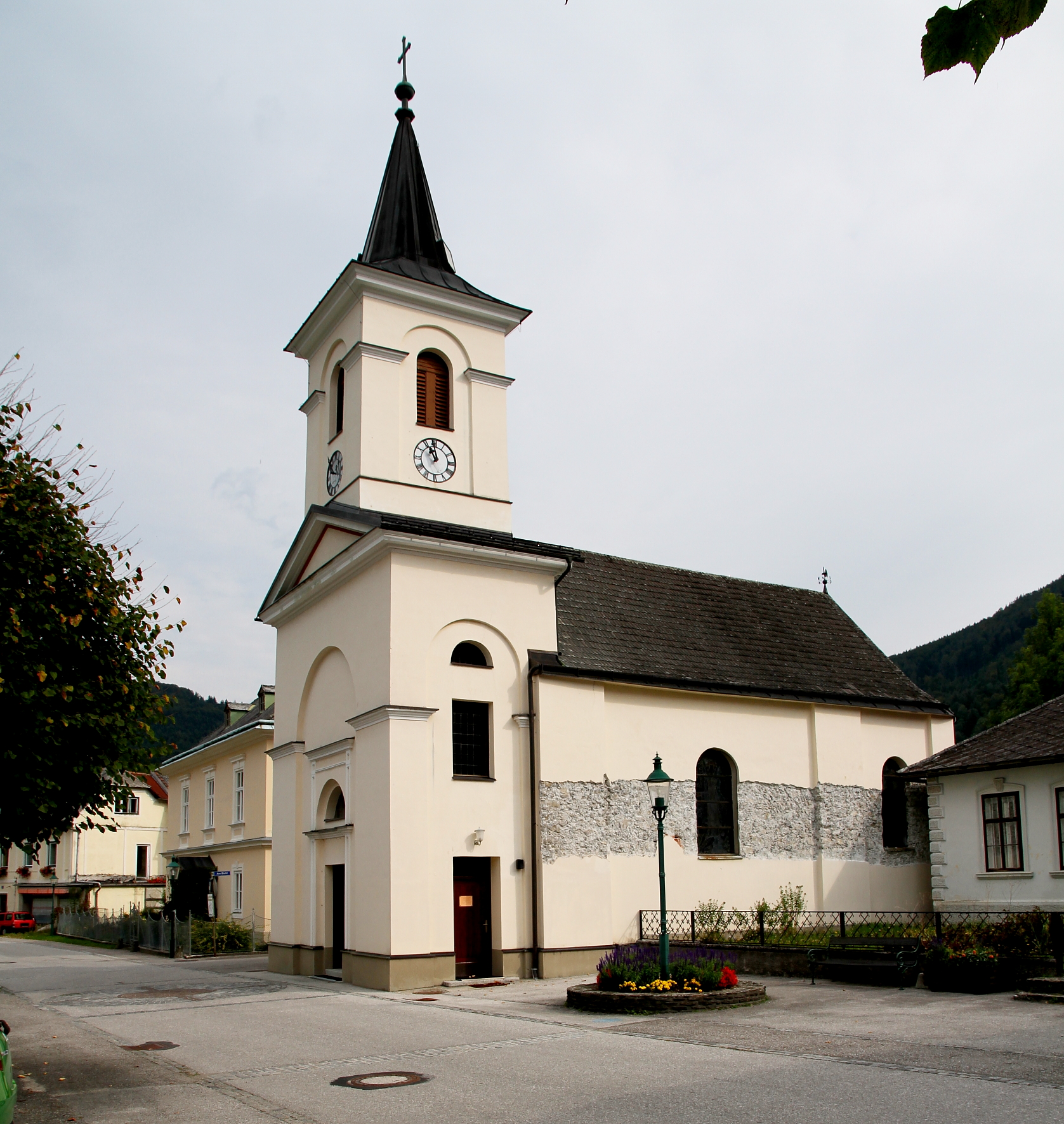
Pfarrkirche Lehenrotte

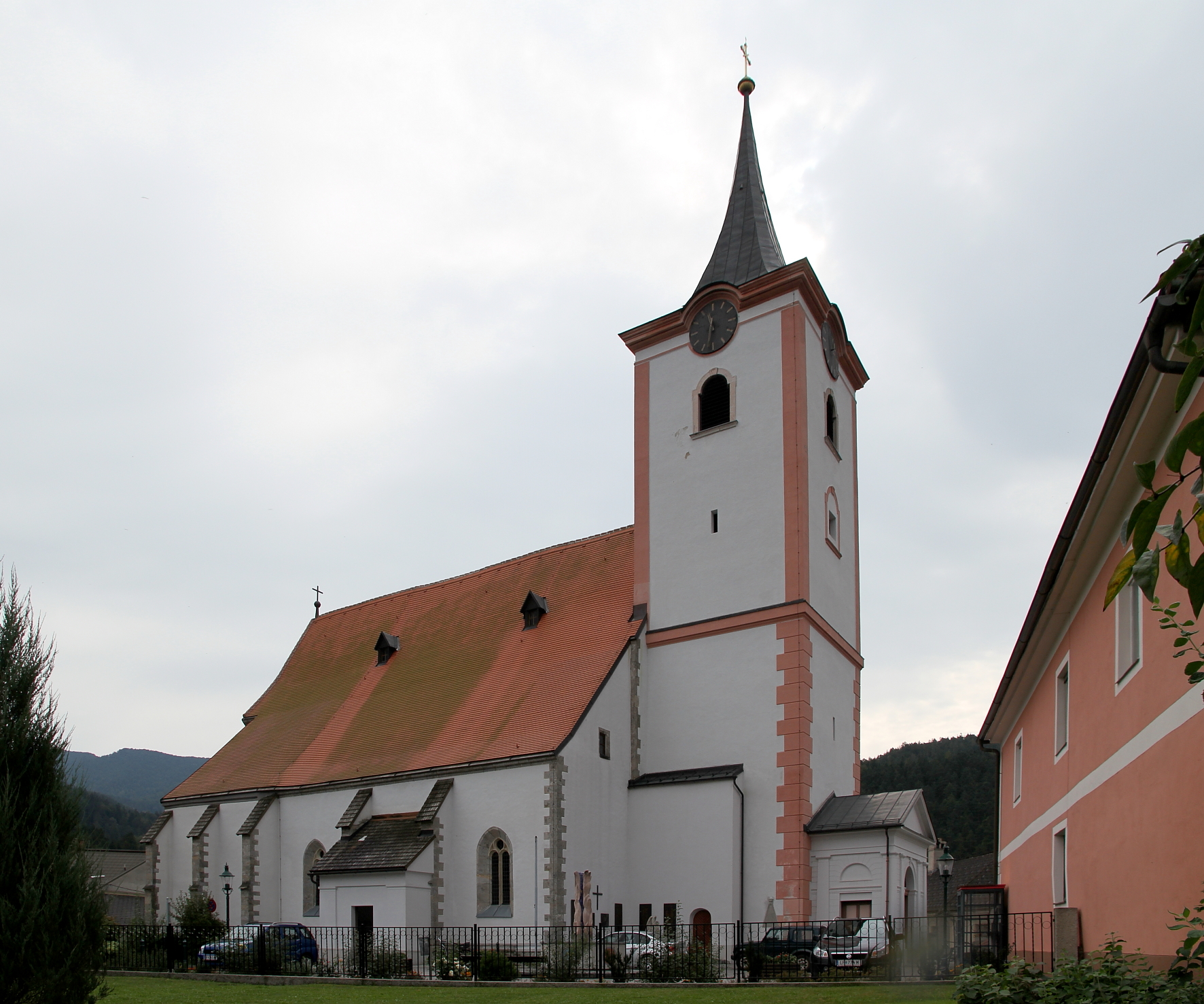
Pfarrkirche Türnitz

- Katholische Pfarrkirche Lehenrotte hl. Leonhard
- Katholische Pfarrkirche Türnitz hl. Martin
- Feld- und Industriebahnmuseum Freiland
- Falkenschlucht

## Wirtschaft und Infrastruktur
Nichtlandwirtschaftliche Arbeitsstätten gab es im Jahr 2001 93, land- und forstwirtschaftliche Betriebe nach der Erhebung 1999 107. Die Zahl der Erwerbstätigen am Wohnort betrug nach der Volkszählung 2001 863. Die Erwerbsquote lag 2001 bei 43,07 Prozent.

### Verkehr
- Straße: Durch das Türnitzer Traisental verläuft – von St. Pölten und Lilienfeld her kommend – die Mariazeller Straße, die am Talschluss zum Annaberg-Pass auf 976 m ansteigt. Am oberen Ortsende von Türnitz zweigt eine weitere Passstraße zum Pielachtaler Gscheid (841 m) ab, die ins Pielachtal hinüberführt. Im selben Bereich verzweigt sich das Traisental nach Süden, wo wasserreiche Bäche vom Massiv des Traisenbergs (1230 m) herab strömen.
- Bus: Von 1908 bis 2001 war Türnitz mit der bei Freiland[5] abzweigenden Stichbahn Freiland–Türnitz erreichbar. Seit der Einstellung der Stichstrecke wird der öffentliche Verkehr mit Autobussen geführt.
- Weg: Der Pilgerweg Via Sacra verläuft auf seinem Weg vom Wienerwald nach Mariazell durch Türnitz.

### Bildung
- Volksschule Türnitz[6]
- HLW Türnitz[7]

## Politik

### Gemeinderat
Der Gemeinderat hat 19 Mitglieder.
- Mit den Gemeinderatswahlen in Niederösterreich 1990 hatte der Gemeinderat folgende Verteilung: 12 ÖVP, 7 SPÖ, und 2 FPÖ.
- Mit den Gemeinderatswahlen in Niederösterreich 1995 hatte der Gemeinderat folgende Verteilung: 12 ÖVP, 6 SPÖ, und 3 FPÖ.[8]
- Mit den Gemeinderatswahlen in Niederösterreich 2000 hatte der Gemeinderat folgende Verteilung: 12 ÖVP, 7 SPÖ, und 2 FPÖ.[9]
- Mit den Gemeinderatswahlen in Niederösterreich 2005 hatte der Gemeinderat folgende Verteilung: 14 ÖVP, und 7 SPÖ.[10]
- Mit den Gemeinderatswahlen in Niederösterreich 2010 hatte der Gemeinderat folgende Verteilung: 14 ÖVP, 5 SPÖ, und 2 FPÖ.[11] (21 Mitglieder)
- Mit den Gemeinderatswahlen in Niederösterreich 2015 hatte der Gemeinderat folgende Verteilung: 14 ÖVP, 3 SPÖ, und 2 FPÖ.[12]
- Mit den Gemeinderatswahlen in Niederösterreich 2020 hat der Gemeinderat folgende Verteilung: 15 ÖVP, 3 SPÖ, und 1 FPÖ.[13]

### Bürgermeister
- bis 2009 Franz Auer (ÖVP)
- seit 2009 Christian Leeb (ÖVP)

### Wappen
Der Gemeinde wurde 1985 folgendes Wappen verliehen: In einem gespaltenen Schild vorne im blauen Feld drei goldene Lilien, zwei zu eins gestellt, hinten im goldenen Feld ein roter gezinnter Marktturm mit aufgezogenem Fallgitter, der über drei, im Schildesfuß befindlichen, blauen Wellenbalken steht.
Die Gemeindefarben sind Blau-Gelb-Rot.

## Persönlichkeiten
- Cimburgis von Masowien (* 1394 oder 1397 in Warschau, Herzogtum Masowien; † 28. September 1429 in Türnitz, Niederösterreich) war eine polnische Prinzessin aus der Piastendynastie und Tochter des Herzogs Siemowit von Masowien und seiner Gemahlin Alexandra von Litauen. Cimburgis war durch Heirat mit Ernst dem Eisernen aus der steirisch-innerösterreichischen Linie Herzogin von Österreich. Ihre Mutter Alexandra war Schwester des polnischen Königs Władysław II. Jagiełło und mütterlicherseits Enkelin des Großfürsten von Wladimir, Alexander Michailowitsch. Sie ist die Mutter von Kaiser Friedrich III. und als solche die Stammmutter aller späteren Habsburger, da diese Linie alle anderen überlebte.
- Franz Ignatius Petuelli  (* 1750–?), Marktrichter in Türnitz, berichtete über die Franzoseneinfälle 1805 und 1809 im Marktbuch, er verband mit Ladislaus Pyrker innige Freundschaft.
- Johann Ladislaus Pyrker (1772–1847), Dichter, Bischof und ab 1807 Pfarrer von Türnitz
- Ludwig Döbler (1801–1864), Zauberer
- Gabriel Höfner senior (1842–1921), Entomologe, Musiker und Komponist
- Fritz Kohlrausch (1884–1953), Physiker
- Martin Matschik (1888–1958), Zisterzienser und Abt des Stiftes Lilienfeld
- Kurt Kramer (1945–2008), Maler und Grafiker
- Anton Pfeffer (* 1965), Fußballspieler, der auch beim SV Türnitz gespielt hat